# Chromakowo
Chromakowo – wieś w Polsce położona w województwie mazowieckim, w powiecie żuromińskim, w gminie Lutocin. Ma status sołectwa.
| SIMC    | Nazwa     | Rodzaj     |
| ------- | --------- | ---------- |
| 0119149 | Paulinowo | przysiółek |

Wierni Kościoła rzymskokatolickiego należą do parafii św. Floriana w Poniatowie.
Prywatna wieś szlachecka położona była w drugiej połowie XVI wieku w powiecie sierpeckim województwa płockiego.
W latach 1954–1961 wieś należała i była siedzibą władz gromady Chromakowo, po jej zniesieniu w gromadzie Poniatowo. W latach 1975–1998 miejscowość administracyjnie należała do województwa ciechanowskiego.
W miejscowości tej znajduje się pomnik przyrody Aleja 75 lip drobnolistnych.